# 船坂勝美
船坂 勝美（ふなさか かつみ、1941年（昭和16年）7月22日 - ）は、日本の政治家、元岐阜県飛騨市長（1期）、旧神岡町（現・飛弾市）長（1期）。

## 来歴
岐阜県農業講習所卒。岐阜県庁に入り、大阪事務所長、飛騨地域振興局長などを歴任する。その後岐阜県庁を退職し、退職後の2002年、神岡町長選挙に立候補し、当選する。2004年、神岡町は古川町、河合村、宮川村と合併し、飛騨市が発足する。合併後の市長選挙に立候補し、当選する。2008年の市長選挙で再選を目指したが、元飛騨市助役の井上久則に敗れた。2012年の選挙でも再び立候補したが、現職の井上に敗れた。